# Tripp County
Tripp County är ett administrativt område i delstaten South Dakota, USA. År 2010 hade countyt 5 644 invånare. Den administrativa huvudorten (county seat) är Winner. 

## Geografi
Enligt United States Census Bureau har countyt en total area på 4 189 km². 4 179 km² av den arean är land och 10 km² är vatten. 

### Angränsande countyn
- Lyman County, South Dakota - nord
- Gregory County, South Dakota - öst
- Keya Paha County, Nebraska - syd
- Todd County, South Dakota - sydväst
- Mellette County, South Dakota - nordväst